# 中民控股
中民控股有限公司，簡稱中民控股（英語：Chinese People Holdings Company Limited，港交所：0681），在2004年10月25日，由基電控股有限公司更名而來，前身為「中民燃氣控股有限公司」。
現時業務除了在中華人民共和國從事銷售及分銷天然氣及液化石油氣外，還經營供應彩票系統及設備，現時由莫世康為董事會主席，而范方義則為董事總經理。
總部位於香港中環禧利街2號東寧大廈11樓1101室。

## 連結
- 681HK.com（页面存档备份，存于）